# Грунь-Ташань

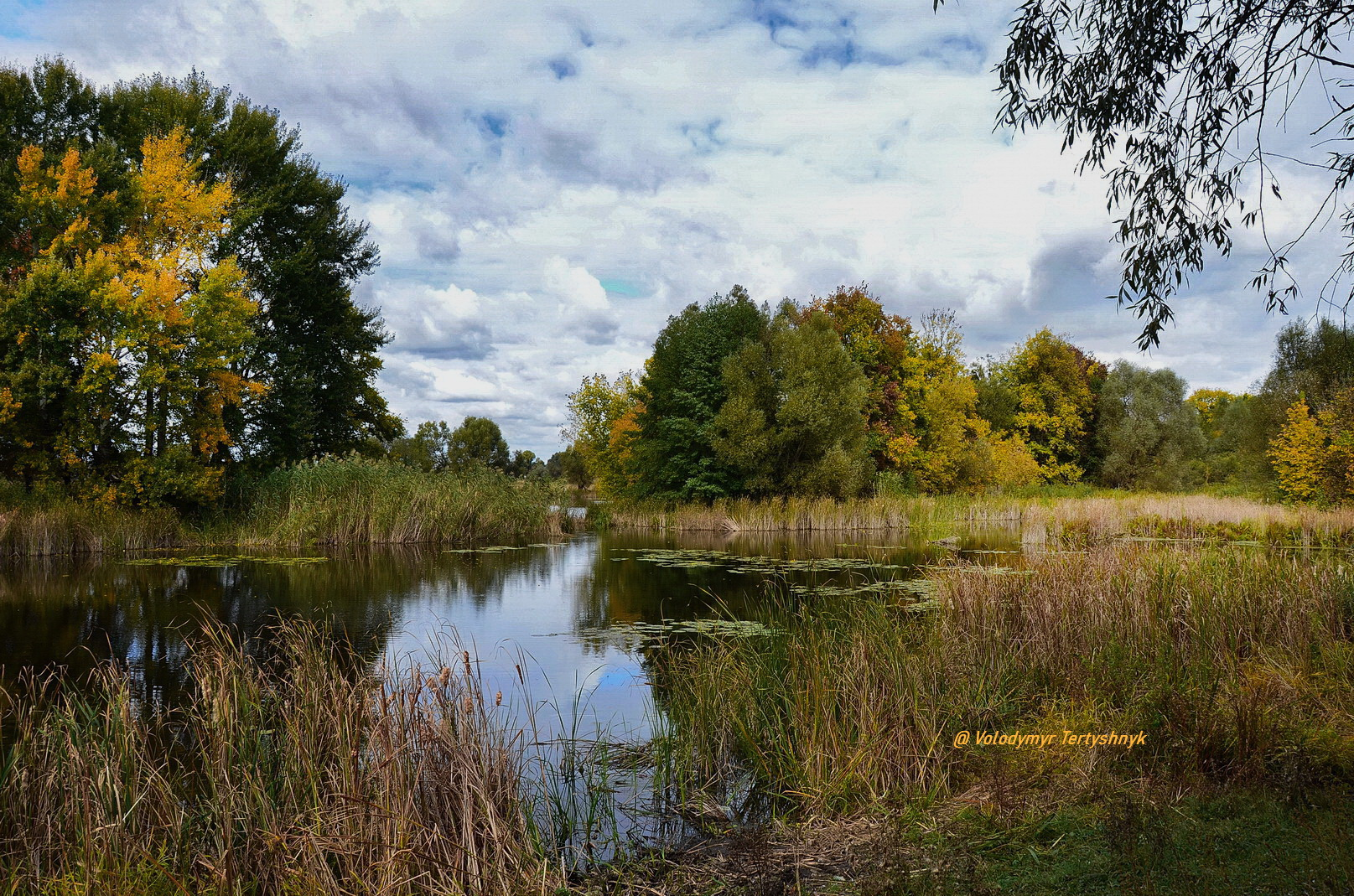
Грунь-Ташань у вересні

Грунь-Таша́нь — річка в Україні, в межах Сумського (витоки) та Охтирського районів Сумської області і Зіньківського та (частково) Миргородського і Шишацького районів Полтавської області. Ліва притока Псла (басейн Дніпра). 

## Опис
Довжина 91 км, площа водозбірного басейну 1 870 км². Похил річки 0,7 м/км. Долина трапецієподібна, завширшки до 4,5 км, завглибшки до 50 м. Заплава двобічна. Річище звивисте (утворює численні меандри), завширшки до 10 м, завглибшки пересічно 1,2 м. Живлення річки мішане, з перевагою снігового. Є ставки. Використовується на водопостачання, зрошення. 

## Розташування
Грунь-Ташань бере початок на північний схід від села Черемухівки Лебединського району Сумської області. У верхів'ї тече переважно на південь, далі — на південний захід, у пригирловій частині — знову на південь. 
У середній та верхній течії річка носить назву просто Ташань. Від місця впадіння до неї річки Грунь і до гирла річка називається Грунь-Ташанню.  

## Притоки
Грунь, Величкова, Стеха (ліві).

## Населені пункти
На берегах річки розташовані смт Чупахівка і місто Зіньків, а також 11 сіл.